# Данькевич Іван Петрович
Даньке́вич Іва́н Петро́вич (нар. 16 січня 1952, с. Петрівка, Бобровицький район, Чернігівська область, Українська РСР, СРСР) — український політик, державний службовець 1-го рангу (10.2001).

## Освіта
1967–1971 — Київський технікум радіоелектроніки, відділ «Електронно-обчислювальні машини, прилади і обладнання».
1980 — Київський державний університет ім. Т. Г. Шевченка, радіофізичний факультет, «Радіофізика і електроніка».
Вища партійна школа при ЦК КПУ.

## Кар'єра
1968 — лаборант, завідувач лабораторії автоматики Київського технікуму радіоелектроніки.
Листопад 1971 — листопад 1974 — служба у ВМФ, в/ч 09990-Р. Член КПРС з 1973 року.
Квітень 1977 — інженер-технолог дослідного заводу, старший майстер,
1979 — начальник технологічного бюро, заступник начальника цеху ВО «Квант».
Лютий 1981 — інструктор; лютий 1983 — завідувач промислово-транспортного відділу Мінського райкому КПУ Києва.
Липень 1985 — січень 1987 — 1-й заступник голови Мінського райвиконкому Києва.
Січень 1987 — лютий 1988 — 2-й секретар Мінського районного комітету КПУ Києва.
Лютий 1988 — голова Харківського райвиконкому міста Києва.
1990 — голова ради та виконкому Харківської райради нардепів Києва.
Березень — 20 березня 1992 — голова виконкому Київської міськради.
Квітень 1992 — заступник голови з проблем міського господарства, голова департаменту енергетики, транспорту і зв'язку Київської міської держадміністрації.
12 квітня 1993 — 29 квітня 1993 — виконувач обов'язків глави КМДА.
Липень 1993 — листопад 1994 — 1-й заст. голови з питань розвитку території КМДА.
Вересень 1994 — липень 1995 — заступник Міністра КМ України.
3 липня 1995 — 7 травня 1997, 7 серпня 1998 — 5 жовтня 1999 — Міністр транспорту України.
Серпень 1997 — січень 1998 — радник голови правління АБ «Брокбізнесбанк».
Листопад 1999 — радник президента, корпорація «Укрзовнішінтур».
Квітень 2001 — заст. голови з питань житлово-комунального господарства, з вересня 2001 — начальник Головного управління транспорту.
Квітень 2004 — травень 2006 — заступник голови, начальник Головного управління з питань взаємодії з засобами масової інформації та зв'язків з громадськістю КМДА.
Травень — липень 2006 — заступник Голови, липень 2006 — квітень 2007 — перший заступник Голови Національного агентства України з питань забезпечення ефективного використання енергетичних ресурсів.

## Громадська діяльність
- Депутат Київської міськради (1990—1994, 2002—2006).
- Був головою Київської обласної організації Партії «Трудова Україна».

## Відзнаки
Ордени: «За заслуги» III (08.1999), II ст. (01.2005).
Заслужений працівник транспорту України (08.2001).